# Warner Strategic Marketing
Warner Strategic Marketing usualmente abreviado, como figura en el logotipo, WSM, es una compañía discográfica que forma parte de Warner Music Group. 
Este sello discográfico está especializado en editar álbumes recopilatorios, muy similar a la división Rhino Records. 
Sin embargo, a diferencia de Rhino, Warner Strategic Marketing no relanza álbumes clásicos del catálogo de Warner Music Group. Sin embargo, Warner Strategic Marketing se ocupa de la distribución internacional para Rhino.

## Sellos similares
- "Hip-O Records", perteneciante a Universal Music Group.
- "Legacy Recordings", perteneciente a Sony BMG.